# Lecaniodiscus punctatus
Espèce
Statut de conservation UICN

 EN B1+2c : En danger
Lecaniodiscus punctatus est une espèce de plantes du genre Lecaniodiscus de la famille des Sapindaceae.